# بارسلونتا، پورتوریکو
بارسلونتا (به انگلیسی: Barceloneta) یک منطقهٔ مسکونی در ایالات متحده آمریکا است که در پورتوریکو واقع شده‌است.
 بارسلونتا ۹۴٫۲۴ کیلومتر مربع مساحت و ۲۴٬۸۱۶ نفر جمعیت دارد.